# Jarrett Hurd
Jarrett Hurd (Accokeek, Maryland, 28 de septiembre de 1987) es un boxeador profesional estadounidense. Ha sido campeón mundial de la WBA (Super) y de la IBF del peso superwelter.

## Carrera amateur
Hurd se crio en los suburbios de Accokeek, Maryland y se graduó de la secundaria Gwynn Park. No era un aficionado sobresaliente, solo compiló un récord de 32-8 en 40 peleas de aficionados.

## Carrera profesional

### Inicios
Hurd hizo su debut profesional en septiembre de 2012. Después de ganar sus primeras 16 peleas, Hurd hizo su debut en televisión en ShoBox: The New Generation contra el invicto Frank Galarza. Hurd comenzó lento, sin embargo, después de la ronda 2, superó a Galarza, quien no pudo hacer frente al golpe de Hurd. Después de seis rondas, el árbitro detuvo la pelea y le dio a Hurd una victoria por TKO. El analista de Showtime Steve Farhood elogió el desempeño de Hurd.

### Campeón superwélter de la FIB

#### Hurd contra Harrison
El 24 de enero de 2017, se anunció que la próxima pelea de Hurd será en la cartelera de Deontay Wilder el 25 de febrero en el Legacy Arena de Birmingham, Alabama contra Tony Harrison (24-1, 20 KOs) en PBC en FOX. Originalmente, se suponía que la pelea sería una eliminatoria por el título de la FIB por el derecho de pelear contra Jermall Charlo, pero cuando Charlo dejó vacante el título, la pelea se llevó a cabo por el título vacante. Hurd derrotó a Harrison para ganar el título vacante superwélter de la FIB. Hurd tuvo problemas al inicio de la pelea, siendo superado en las primeras rondas. A medida que avanzaba la pelea, Harrison parecía tener problemas para sobrellevar el poder de Hurd. Harrison fue derribado por un gancho de derecha, se levantó pero no pudo continuar. Después de la pelea, Hurd dijo: "Queríamos tomar nuestro tiempo con él porque Harrison puede boxear y moverse, pero cada vez que pelea, se desgasta hacia el final". Ambos boxeadores ganaron una bolsa de $125,000.

#### Hurd contra Trout
En la noche de la pelea, Trout comenzó la pelea ganando las rondas iniciales golpeando y moviéndose. Sin embargo, durante el tercer asalto, Hurd pareció herir a Trout con algunos golpes de poder. En los asaltos intermedios, Hurd pudo sofocar el movimiento de Trout, con ambos boxeadores intercambiando disparos de poder. Hurd no parecía desconcertado por los golpes de Trout, a pesar de que parecía cansarse durante el séptimo asalto. Hurd sufrió un corte tras un choque de cabezas durante el séptimo asalto, mientras que el ojo derecho de Trout comenzó a hincharse. Hurd respaldó a Trout una vez más hacia el final de la ronda 10. La esquina de Trout se retiró después de la ronda 10 para proteger a su luchador, para disgusto del ex campeón del mundo. La asistencia anunciada fue de 7.643. Para la pelea, Hurd ganó $330,000, mientras que Trout, quien fue detenido en la distancia por primera vez desde que se convirtió en profesional, recibió $225,000. En la pelea llena de acción, Hurd conectó 265 de 753 golpes (35%) y Trout aterrizó 208 de sus 673 lanzados (31%).

## Récord profesional
| 24 Ganadas (16 KOs), 2 Derrotas |        |                   |      |               |                          |                                                           |                                                                                                   |
| Res.                            | Record | Oponente          | Tipo | Rd., Tiempo   | Datos                    | Localidad                                                 | Notas                                                                                             |
| Derrota                         | 24–2   | Luis Arias        | SD   | 10            | 6 de junio de 2021       | Hard Rock Stadium, Miami Gardens                          |                                                                                                   |
| Victoria                        | 24–1   | Francisco Santana | UD   | 10            | 25 de enero de 2020      | Barclays Center, Brooklyn                                 |                                                                                                   |
| Derrota                         | 23–1   | Julian Williams   | UD   | 12            | 11 de mayo de 2019       | EagleBank Arena, Fairfax, Virginia                        | Pierde los títulos de la WBA (Super), IBF y IBO superwélter.                                      |
| Victoria                        | 23–0   | Jason Welborn     | KO   | 4 (12), 1:55  | 1 de diciembre de 2018   | Staples Center, Los Ángeles, California                   | Retiene los títulos de la WBA (Super), IBF y IBO superwélter.                                     |
| Victoria                        | 22–0   | Erislandy Lara    | SD   | 12            | 7 de abril de 2018       | The Joint, Paradise, Nevada                               | Retiene el título de la IBF del peso superwelter. Gana los títulos WBA (Super) y IBO superwelter. |
| Victoria                        | 21–0   | Austin Trout      | RTD  | 10 (12), 3:00 | 14 de octubre de 2017    | Barclays Center, Brooklyn, Nueva York                     | Retiene el título de la IBF del peso superwelter                                                  |
| Victoria                        | 20–0   | Tony Harrison     | TKO  | 9 (12), 2:24  | 25 de febrero de 2017    | Legacy Arena, Birmingham, Alabama                         | Gana el título vacante de la IBF del peso superwelter                                             |
| Victoria                        | 19–0   | Jo Jo Dan         | TKO  | 6 (12), 1:08  | 12 de noviembre de 2016  | Liacouras Center, Filadelfia, Pensilvania                 |                                                                                                   |
| Victoria                        | 18–0   | Oscar Molina      | TKO  | 10 (10), 2:02 | 25 de junio de 2016      | Barclays Center, Brooklyn, Nueva York                     |                                                                                                   |
| Victoria                        | 17–0   | Frank Galarza     | TKO  | 6 (10), 0:59  | 14 de noviembre de 2015  | Hard Rock Hotel and Casino, Paradise, Nevada              |                                                                                                   |
| Victoria                        | 16–0   | Jeff Lentz        | TKO  | 7 (8), 2:59   | 14 de agosto de 2015     | Prudential Center, Newark, Nueva Jersey                   |                                                                                                   |
| Victoria                        | 15–0   | Eric Mitchell     | TKO  | 3 (8), 2:07   | 18 de abril de 2015      | Valley Forge Casino and Resort, Valley Forge, Pensilvania |                                                                                                   |
| Victoria                        | 14–0   | Emmanuel Sanchez  | MD   | 6             | 5 de diciembre de 2014   | Harrah's Philadelphia, Chester, Pensilvania               |                                                                                                   |
| Victoria                        | 13–0   | Terry Cade        | KO   | 1 (6), 2:39   | 5 de diciembre de 2014   | Constitution Hall, Washington D. C.                       |                                                                                                   |
| Victoria                        | 12–0   | Joshua Robertson  | TKO  | 1 (6), 1:51   | 13 de junio de 2014      | Rosecroft Raceway, Fort Washington, Maryland              |                                                                                                   |
| Victoria                        | 11–0   | Chris Chatman     | SD   | 6             | 17 de enero de 2014      | Rosecroft Raceway, Fort Washington, Maryland              |                                                                                                   |
| Victoria                        | 10–0   | George Armenta    | KO   | 2 (6), 0:11   | 6 de diciembre de 2013   | Rosecroft Raceway, Fort Washington, Maryland              |                                                                                                   |
| Victoria                        | 9–0    | Frank Gedeon      | UD   | 6             | 18 de octubre de 2013    | Rosecroft Raceway, Fort Washington, Maryland              |                                                                                                   |
| Victoria                        | 8–0    | Issa Coulibaly    | KO   | 3 (4), 1:59   | 10 de agosto de 2013     | Convention Center, Washington D. C.                       |                                                                                                   |
| Victoria                        | 7–0    | Joshua Burns      | TKO  | 2 (6), 2:39   | 13 de julio de 2013      | Rosecroft Raceway, Fort Washington, Maryland              |                                                                                                   |
| Victoria                        | 6–0    | Greg Hackett      | UD   | 6             | 20 de abril de 2013      | The Show Place Arena, Upper Marlboro, Maryland            |                                                                                                   |
| Victoria                        | 5–0    | Thomas Baldwin    | UD   | 4             | 2 de marzo de 2013       | Rosecroft Raceway, Fort Washington, Maryland              |                                                                                                   |
| Victoria                        | 4–0    | Trenton Titsworth | UD   | 4             | 13 de julio de 2013      | Rosecroft Raceway, Fort Washington, Maryland              |                                                                                                   |
| Victoria                        | 3–0    | Anthony Jones     | KO   | 1 (4), 1:09   | 8 de diciembre de 2012   | Convention Center, Washington D. C.                       |                                                                                                   |
| Victoria                        | 2–0    | Coy Lanbert       | KO   | 4 (4), 2:08   | 3 de noviembre de 2012   | Convention Center, Washington D. C.                       |                                                                                                   |
| Victoria                        | 1–0    | Mike Arnold       | TKO  | 1 (4), 1:30   | 29 de septiembre de 2012 | Convention Center, Washington D. C.                       |                                                                                                   |